# Mohammed ben Hamad Al Thani
Le cheikh Mohammed ben Hamad Al Thani (né le 18 avril 1988) est un cavalier qatarien, membre de la famille régnante Al Thani. Il est le sixième fils de l’émir du Qatar, le Hamad ben Khalifa Al Thani, et le cinquième enfant de l'émir avec sa seconde femme, Moza bint Nasser al-Missned.
Le cheikh Mohammed est un membre important de l'équipe d'équitation du Qatar. Il a notamment reçu l'honneur d'allumer la flamme des jeux asiatiques de 2006 à Doha. 
Il est également propriétaire du club de football d'Al-Sadd au Qatar. 